# Monestir de Nostra Senyora de Rueda
El Montestir de Rueda (castellà: Real Monasterio de Nuestra Señora de Rueda) és un monestir de l'Orde del Cister situat a Sástago, en la Ribera Baixa de l'Ebre, Saragossa.  Els edificis han estat conservats per l'administració i estan destinats a ser utilitzats per a un hotel i centre de conferències.

## Història

### Origen
El primer monestir cistercenc es va fundar a Cîteaux, França l'any 1089. D'allí es van generar quatre abadies filles, una d'elles l'any 1115 una a Morimond, França. Els monjos de l'abadia de Morimond van fundar l'abadia de Gimont a França el 1152. Els monjos de Gimont van rebre una concessió de terres a Burjazud ( Villanueva de Gállego, al nord de Saragossa), l'any 1162, però el monestir no s'hi va construir. Aquesta donació va créixer amb una concessió del rei Alfons II d'Aragó l'any 1182 per incloure el castell costerut i el poble d'Escatrón a la vora del riu, uns 50. km al sud-est aigües avall de Saragossa. Després de dues dècades més es va fundar el Reial Monestir de Rueda a la riba del riu Ebre, al costat d'una illa fluvial i una llacuna salada (~12 km al nord).
Les obres principals havien començat a finals del primer quart del segle XIII, i la primera església fou consagrada abans de l'any 1238. Al segle XIII es va construir un lavatorium. Els claustres es van dissenyar amb una construcció de pedra amb volta de canó. A principis del segle xv, l'antic Palau de l'Abat, els edificis de suport de la granja i la zona dels laics estaven acabats. Des de la seva fundació, els monjos van dur a terme importants obres hidrològiques com una presa a l'Ebre i la creació d'una gran sínia o "rueda". La sínia va desviar part del cabal del riu cap a un aqüeducte gòtic per distribuir-lo a diversos punts del monestir; a més, molts dels canals d'aigua i els usos de fontaneria són fàcilment visibles avui dia. Aquesta sèrie d'innovacions hidrològiques va ser un primer exemple de fontaneria interior i eliminació de residus, així com un sistema de calefacció central.
A la deshabitada frontera musulmana, els monjos van desenvolupar molts instruments útils, com ara la salera, un moll fluvial, el transport fluvial de barques de mula, un molí d'oli, un molí fariner, una séquia de pedra amb sínia, una vinya, un celler i un hort envoltat d'una estructura defensiva.

### Època moderna
Als segles XVI i XVII es van produir noves millores i reconstruccions més elaborades, especialment al voltant de la plaça principal. Cal destacar l'arcada renaixentista d'estil herrerià que uneix el conjunt d'edificacions medievals amb el Palau de l'Abat. D'allí es van construir una sèrie de noves habitacions i dormitoris de novells darrere de l'arcada.
La Porta Reial, una estructura de la porteria que data dels segles XVII i XVIII, serveix d'entrada actual a tot el complex.

### Època contemporània
A conseqüència de les Desamortitzacions eclesiàstiques de Mendizábal de 1837 i 1838, es van vendre terrenys i edificis pertanyents al monestir i el solar es va destinar a conreu, amb una gran destrucció. L'any 1990 la propietat va passar sota control governamental gràcies a l'adquisició per part de la Diputació General d'Aragó. A partir de llavors es va fer una important inversió en la conservació i restauració del complex. Actualment inclou un hotel de tres estrelles i sales de conferències. Cap part de l'edat mitjana ha estat alterada. Hi ha més restauracions previstes.